# Affaire du détournement de fonds à la CNSS
Affaire détournement des fonds à la CNSS est une affaire judiciaire béninoise commencée le vendredi 17 novembre 2017 par une convocation à la brigade économique et financière (Bef)  de Laurent Mètognon, ancien président du Conseil d’administration et ancien directeur général de la  Caisse nationale de sécurité sociale (Cnss) pour être écouté dans une affaire de rétro-commissions à la Banque internationale du Bénin (BIBE). Condamné à une peine de 5 ans de prison et une amende de 1 million de francs CFA  en 2019 par la Cour de répression des infractions économiques et du terrorisme (CRIET), il recouvre ses libertés le 23 novembre 2022 avec ses coaccusés après 5 années passées en prison.

## Les faits
C'est une affaire qui fait suite à une vérification de l’Inspection générale des finances (Igf), dans lequel Laurent Mètognon, ancien président du Conseil d’administration, ancien directeur général de la Cnss et Célestin Ahonon, cités dans une affaire de placement hasardeux de 17 milliards de Fcfa des fonds de la Caisse nationale de sécurité sociale à la Banque internationale du Bénin (Bibe) sur fond de versement de commissions de 71 millions de Fcfa,. Le gouvernement du président Patrice Talon  saisit la justice béninoise conformément au relevé du Conseil des ministres du 2 novembre 2017 où Laurent Mètognon et ses coaccusés sont entendus le lundi 13 novembre 2017 après être écoutés par la Brigade économie et financière.

## Procès, condamnation, libération

### Procès
Le procès dans cette affaire se déroule au tribunal de première instance de première classe de Cotonou et est plusieurs fois renvoyé soit pour approfondir les enquêtes soit pour faits de grève dans les tribunaux. Laurent Mètongnon et ses coaccusés écoutés le 8 mai 2019  n'ont pas permis de tirer au clair cette affaire suscitant la réaction de la part des acteurs de la société civile et collège des avocats.

### Réactions
L'audience étant prévue pour le 19 décembre 2017 pour flagrant délit pour « corruption et abus de pouvoir», en l'absence de preuves les avocats plaident en vain pour un classement sans suite ou une poursuite sans mandat.
Interviewés certaine citoyens accusent le gouvernement d'un acharnement politique parce qu'il aurait dénoncé des irrégularités qui auraient eu lieu dans le cadre de l'organisation du concours de recrutement de la CNSS.
Les avocats de Laurent Mètognon dénoncent les influences inappropriées sur l'impartialité du processus judiciaire  dans cette affaire.
«  En l'absence de preuve, on ne devrait pas aller plus loin, encore moins les mettre sous mandat de dépôt. On aurait pu décider d'un non-lieu ou les poursuivre sans mandat. »
— Ibrahim Salami,pour le collège d'avocat de Laurent Metognon
«  Nous, avocats, dénonçons cet acharnement. On disait, après l'affaire Sébastien Ajavon, à qui le tour ? C'est le tour de Laurent Metognon dont le crime est d'être un vaillant combattant, intrépide et irréductible. »
— Ba Parapé,pour le collège d'avocat de Laurent Metognon
«  Bénin: les réactions s'enchaînent après la garde à vue de Laurent Metognon. »
— Romuald Wadagni,pour le compet du gouvrenemement

### Condamnation
Le 31 juillet 2018, Laurent Mètongnon et ses coaccusés sont condamnés pour 5 ans d’emprisonnement pour corruption avec un million d’amende doivent payer dix millions à l’État et 70 millions par le tribunal de première instance de Cotonou.

### Libération
Le mercredi 23 novembre, Laurent Mètognon et ses coaccusés recouvrent leur liberté après 5 ans de prison ferme depuis 2017 à la prison civile de Missérété.